# 葡萄镇 (桂林)
葡萄镇，是中华人民共和国广西壮族自治区桂林市阳朔县下辖的一个乡镇级行政单位。

## 行政区划
葡萄镇下辖以下地区：
葡萄社区、福旺村、葡萄村、西岭村、周寨村、杨梅岭村、下岩村、垌村、报安村、陵陂村、马岚村和仁和村。